# 피라졸
피라졸(영어: pyrazole)은 화학식이 C3H3N2H인 유기 화합물이다. 피라졸은 3개의 탄소 원자와 2개의 인접한 질소 원자로 구성된 5원자 고리를 특징으로 하는 헤테로고리 화합물이다. 피라졸은 약염기이며, pKb는 11.5, 25 °C에서 피라졸의 짝산의 pKa는 2.49이다. 피라졸은 또한 인접한 질소 원자를 갖는 C3N2 고리를 가지고 있는 화합물의 일종이다. 피라졸 고리를 가지고 있는 주목할만한 약물로는 세레콕시브, 아나볼릭 스테로이드인 스타노졸롤이 있다.

## 제조 및 반응

피라졸 리간드들

피라졸은 α,β-불포화 알데하이드와 하이드라진의 반응 및 후속적인 탈수소화에 의해 합성된다.
|  |

치환된 피라졸은 1,3-다이케톤과 하이드라진과의 축합(크노르-타입 반응)에 의해 제조된다. 예를 들어, 아세틸아세톤은 하이드라진과 반응하여 3,5-다이메틸피라졸을 생성한다.
CH3C(O)CH2C(O)CH3   +   N2H4   →   (CH3)2C3HN2H   +   2 H2O

### 역사
피라졸이라는 용어는 1883년에 독일의 화학자 루드비히 크노르가 처음으로 사용하였다. 1898년에 독일의 화학자 한스 폰 페크만이 개발한 고전적인 방법에서, 피라졸은 아세틸렌과 다이아조메테인으로부터 합성되었다.

### 스코피오네이트로의 전환
피라졸은 수소화붕소 칼륨과 반응하여 스코피오네이트로 알려진 부류의 리간드를 형성한다. 피라졸 자체는 고온(약 200 °C)에서 수소화붕소 칼륨과 반응하여 트리스피라졸릴보레이트 리간드(Tp 리간드)로 알려진 세자리 리간드를 형성한다.
|  |

### 3,5-다이페닐-1H-피라졸
3,5-다이페닐-1H-피라졸은 (E)-1,3-다이페닐프로프-2-엔-1-온이 황 또는 과황산 나트륨의 존재하에서 하이드라진과 반응하여 생성된다. 또는 3,5-다이페닐-1H-피라졸은 하이드라존을 사용하여 생성될 수도 있는데, 이 경우에는 부산물로 아진이 생성된다.
|  |

## 생성 및 용도

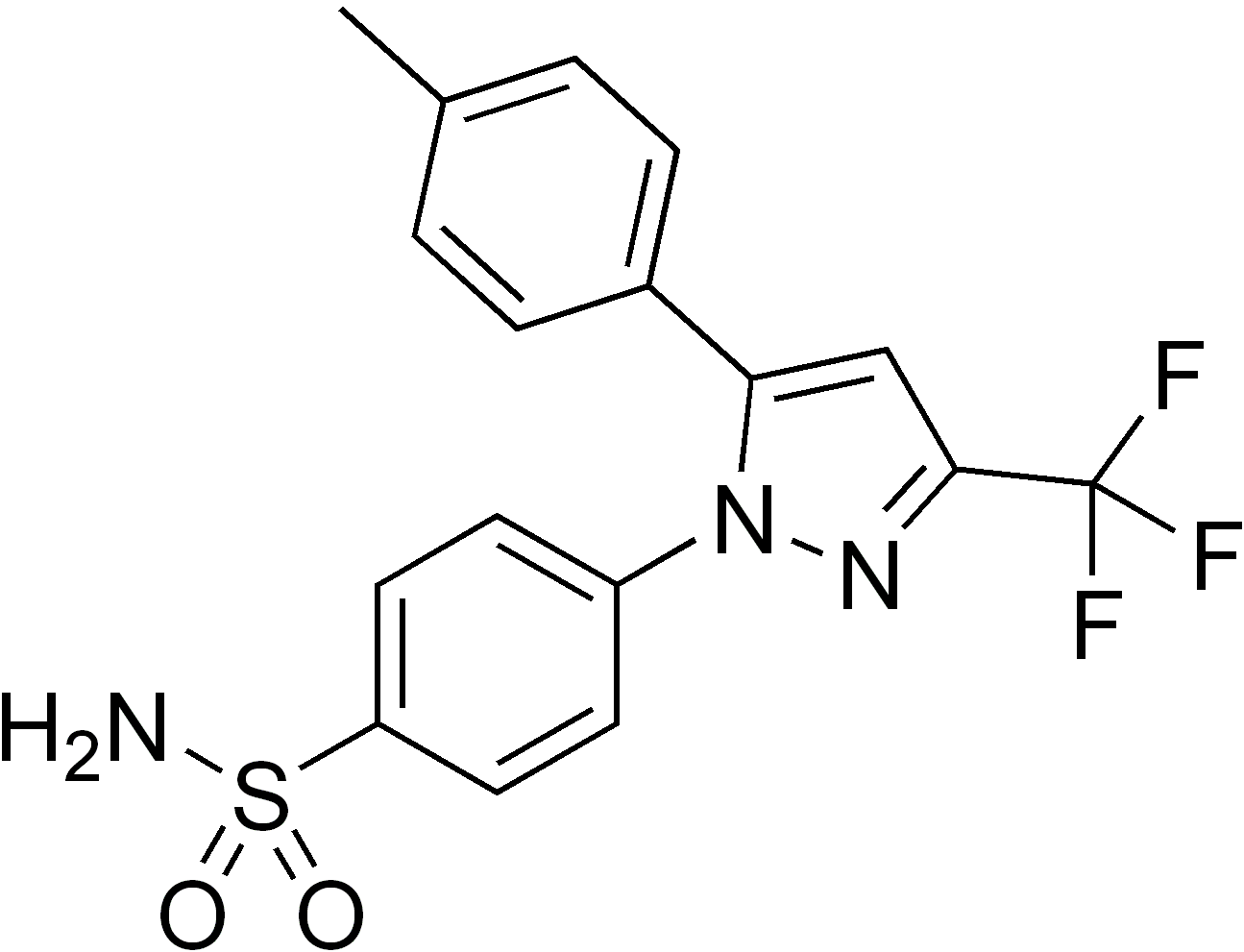
진통제로 사용되는 피라졸 유도체인 세레콕시브

1959년에 천연 피라졸인 1-피라졸릴-알라닌이 수박 씨앗에서 최초로 분리되었다.
피라졸 유도체들은 의학에서 널리 사용된다.
피라졸 고리 구조는 펜피록시메이트, 피프로닐, 테부펜피라드, 톨펜피라드를 포함한 살진균제, 살충제, 제초제와 같은 다양한 농약류에서 발견된다. 피라졸 부분은 미국 식품의약국에 의해 저분자 약물에 가장 많이 사용되는 고리 구조로 목록에 올라가 있다.

## 같이 보기
- 3,5-다이메틸피라졸
- 이미다졸 – 1번과 3번 위치에 질소 원자를 가지고 있는 피라졸의 유사체
- 아이소옥사졸 – 1번 위치의 질소 원자가 산소 원자로 치환된 피라졸의 유사체

## 더 읽을거리
- A. Schmidt; A. Dreger (2011). “Recent Advances in the Chemistry of Pyrazoles. Part 2. Reactions and N-Heterocyclic Carbenes of Pyrazole”. 《Curr. Org. Chem.》 15 (16): 2897–2970. doi:10.2174/138527211796378497.